# Рахмадиев, Еркегали Рахмадиевич
Еркегали Рахмадиевич Рахмадиев (каз. Еркеғали Рахмадиұлы Рахмадиев; 1 августа 1932 — 9 апреля 2013) — советский, казахский композитор, педагог, государственный и общественный деятель. Народный артист СССР (1981). Герой Труда Казахстана (2010).

## Биография
Родился 1 августа 1932 года (по другим источникам — 1 августа 1930 года) в ауле № 9 (ныне село Мадениет в Аягозском районе, Восточно-Казахстанская область, Казахстан). Происходит из рода жастабан племени абак керей.
В 1952 году окончил Алма-Атинское музыкальное училище им. П. Чайковского (отделения народных инструментов и историко-теоретическое), в 1957 — Казахскую консерваторию им. Курмангазы по классу композиции у Е. Г. Брусиловского. В 1957—1958 годах занимался на курсах повышения квалификации при Союзе композиторов СССР у Г. И. Литинского и Ю. А. Фортунатова в Москве.
В 1949—1952 годы — преподаватель музыки Женского педагогического училища в Алма-Ате, с 1958 — заведующий фольклорным кабинетом при Казахской государственной консерватории им. Курмангазы, с 1959 — художественный руководитель Казахского государственного концертного объединения «Казахконцерт» Казахской филармонии, с 1962 — начальник Главного управления по делам искусств Министерства культуры Казахской ССР, с 1965 года — старший преподаватель Казахской консерватории им. Курмангазы, с 1966 — директор Казахского государственного академического театра оперы и балета им. Абая, с 1967 по 1975 — ректор Казахской государственной консерватории им. Курмангазы (с 1969 — доцент, с 1979 — профессор). С 1991 года — председатель Государственного комитета Республики Казахстан по культуре, с 1992 по 1993 год — министр культуры Республики Казахстан, затем занимался творческой и педагогической деятельностью.
Секретарь Союза композиторов СССР. С 1968 года — председатель Союза композиторов Казахстана.
Избирался депутатом Верховного Совета Казахской ССР с 7-11-го созывов, а также народным депутатом СССР (1989—1991). Был кандидатом в члены ЦК КП Казахской ССР (с 1971).
Последние годы жизни жил и работал в Астане, куда приехал по приглашению Президента РК Н. А. Назарбаева. Работая консультантом Национального оперного театра им. К. Байсеитовой, оказывал поддержку в развитии оперного искусства Астаны, преподавал композицию студентам и аспирантам в Казахской национальной академии музыки (с 2009 года — Казахский национальный университет искусств) под руководством А. К. Мусаходжаевой. С 2003 года — профессор университета.
Еркегали Рахмадиев скончался 9 апреля 2013 года в Алма-Ате. Похоронен на Кенсайском кладбище.

## Награды и звания
- Нагрудный знак «Мәдениет саласының үздігі» («Отличник культуры») (2012)[7]
- Герой Труда Казахстана (2010)
- «Человек года» (2005)
- Орден Отан (2010)
- Орден Дружбы народов (1982)
- Народный артист СССР (1981)
- Государственная премия Казахской ССР (1980) — за кантаты «Мы славим партию» и «Поэма о Конституции»
- Народный артист Казахской ССР (1975)
- Премия Международной музыкальной трибуны стран Азии ЮНЕСКО (1973)
- Орден Трудового Красного Знамени (1971)
- Заслуженный деятель искусств Казахской ССР (1967)
- Медаль «За трудовое отличие» (3 января 1959) — за выдающиеся заслуги в развитии казахского искусства и литературы и в связи с декадой казахского искусства и литературы в гор. Москве
- Медаль «За доблестный труд в Великой Отечественной войне 1941—1945 гг.» (1947)
- Медаль штата Пенсильвания (США) — за выдающиеся заслуги в искусстве

## Творчество

### Оперы
- «Камар-сулу» (1963)
- «Степное зарево» (совм. с А. В. Бычковым и Г. И. Гризбилом, 1967)
- «Алпамыс» (1973)
- «Песнь о Целине» (1980)
- «Абылай-хан» (1999)

### Для оркестра
Поэмы:
- «Амангельды» (1956)
- «Толгау» (1960)
- «Казахстан»

Кюи:
- «Кюй Дайрабай» (1961)
- «Праздничный кюй» (1966)[8]
- «Ортпа» (1973)
- «Кудаша-думан» (1973)

### Для солистов, хора и оркестра
Поэмы:
- «Вечер на Балхаше» (хоровая поэма) (1962)
- «Мухтар-ага» (поэма-реквием) (1967)
- «Весенние голоса» (хоровая поэма)

Кантаты:
- «Аястан» (1968)
- «Пробуждённая земля» (1968)
- «Торжественная кантата» (для солистов, детского и смешанного хоров, 1970)
- «Ода партии» (1971)
- «Мы славим партию» (1976)
- «Поэма о Конституции» (по мотивам стихотворений Д. Джабаева, 1977)

### Другое
- «Хорал»
- скерцо для трубы с оркестром (1966)
- концерт для скрипки с оркестром (1985)
- оратория-реквием памяти Г. Мусрепова (1987)
- шесть романсов на стихи М. Макатаева (1983), семь романсов на стихи Абая (1985)
- музыкальная комедия «Майра» (либретто Г. Мусрепова, 1985)
- вокально-хореографических произведений для хора
- камерно-инструментальные сочинения
- хоры, песни, музыка к драматическим спектаклям и кинофильмам.

### Композиторская фильмография
- 1977 — «Транссибирский экспресс»
- 1970 — «Конец атамана»
- 1966 — «Земля отцов»
- 1959 — «Дорога жизни» (совм. с А. Зацепиным).